# Gays
Gays és una població dels Estats Units a l'estat d'Illinois. Segons el cens del 2000 tenia 259 habitants.

## Demografia
Segons el cens del 2000, Gays tenia 259 habitants, 99 habitatges, i 76 famílies. La densitat de població era de 243,9 habitants/km².
Dels 99 habitatges en un 41,4% hi vivien nens de menys de 18 anys, en un 65,7% hi vivien parelles casades, en un 5,1% dones solteres, i en un 23,2% no eren unitats familiars. En el 18,2% dels habitatges hi vivien persones soles el 6,1% de les quals corresponia a persones de 65 anys o més que vivien soles. El nombre mitjà de persones vivint en cada habitatge era de 2,62 i el nombre mitjà de persones que vivien en cada família era de 3.
Per edats la població es repartia de la següent manera: un 27,8% tenia menys de 18 anys, un 5,8% entre 18 i 24, un 32,4% entre 25 i 44, un 23,6% de 45 a 60 i un 10,4% 65 anys o més.
L'edat mediana era de 34 anys. Per cada 100 dones de 18 o més anys hi havia 107,8 homes.
La renda mediana per habitatge era de 42.500 $ i la renda mediana per família de 42.813 $. Els homes tenien una renda mediana de 29.688 $ mentre que les dones 21.944 $. La renda per capita de la població era de 19.131 $. Aproximadament el 2,5% de les famílies i el 3,6% de la població estaven per davall del llindar de pobresa.

## Poblacions més properes
El següent diagrama mostra les poblacions més properes.